# Guálter
Guálter ou Gualtério são prenomes da onomástica da língua portuguesa. É etimologicamente ligado ao nome Walter, ambos originados no nome germânico Waldhari ou Walthari, composto de wald- ("governo") e -hari ("exército").
Sua difusão deve-se sobretudo a São Guálter.